# R101
Le R101 est un dirigeable britannique qui s'est écrasé le 5 octobre 1930 sur une colline de la commune d'Allonne, proche de Beauvais (France), alors qu'il assure une liaison entre Londres et Karachi, tuant 48 personnes. C'est le troisième accident de dirigeable le plus meurtrier de l'histoire après celui du dirigeable porte-avions américain USS Akron, 73 morts en 1933, celui du Dixmude français, 50 morts en 1923, et devant celui du Hindenburg, 37 morts en 1937.
Cet accident a été prédit par l'astrologue Richard Harold Naylor.

## Caractéristiques
Le R101, dirigeable rigide, était en 1930 le plus grand navire aérien du monde.

## Accident

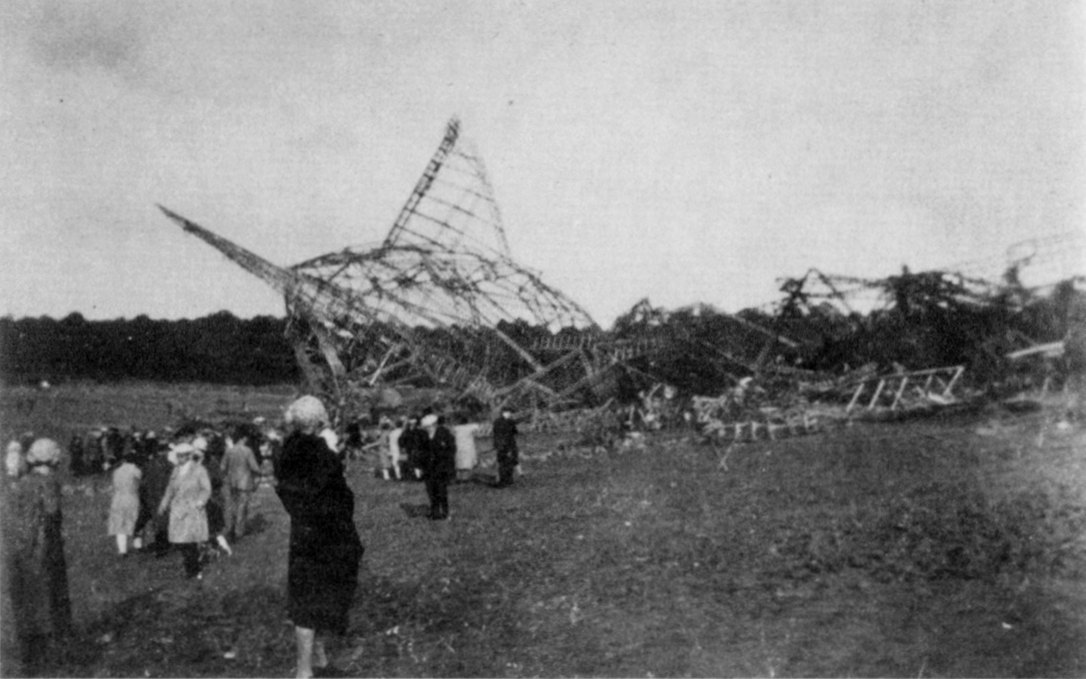
Carcasse du dirigeable quelques jours après l'accident.

Le R101 partit le 4 octobre à 18 h 24 à destination de Karachi, avec une escale de ravitaillement prévue à Ismaïlia en Égypte, sous le commandement du lieutenant Carmichael Irwin. Parmi les passagers se trouvaient Christopher Thomson, ministre de l'Air, Sir Sefton Brancker (en), directeur de l'aviation civile britannique. Le dirigeable lâcha 5 tonnes d'eau de ses ballasts pour prendre de l'altitude.
Au-dessus de la Picardie, vers 2 h du matin, le R101 rencontra des rafales de vent qui déchirèrent l'enveloppe extérieure supérieure du dirigeable, provoquant une première rupture d'un des ballons de gaz. Le R101 s'écrasa sur une colline sur la commune d'Allonne, juste au sud de Beauvais, à seulement 20 km/h. L'accident enflamma les fuites d'hydrogène et l'incendie embrasa rapidement l'ensemble du dirigeable.
Quarante-six des 54 passagers et membres d'équipage furent tués. Deux blessés décédèrent à l'hôpital portant le total à 48 morts.
La commission d'enquête, à laquelle prit part l'ingénieur Inglis conclut qu'il y avait des preuves de défauts dans la couverture extérieure supérieure du nez avant. Cela provoqua la destruction du ballon de gaz avant, entraînant la chute du nez de l'appareil. Le R101 avait montré de sérieuses instabilités longitudinales lors de ses vols d'essai. La conception unique de cet aéronef se caractérisait par une absence de cloison de câbles pour prévenir des mouvements des ballons porteurs à l'intérieur de l'enveloppe, ils avaient ainsi été vus en train de se déplacer dans les deux sens durant le vol. La cause exacte de l'incendie n'a jamais été déterminée.

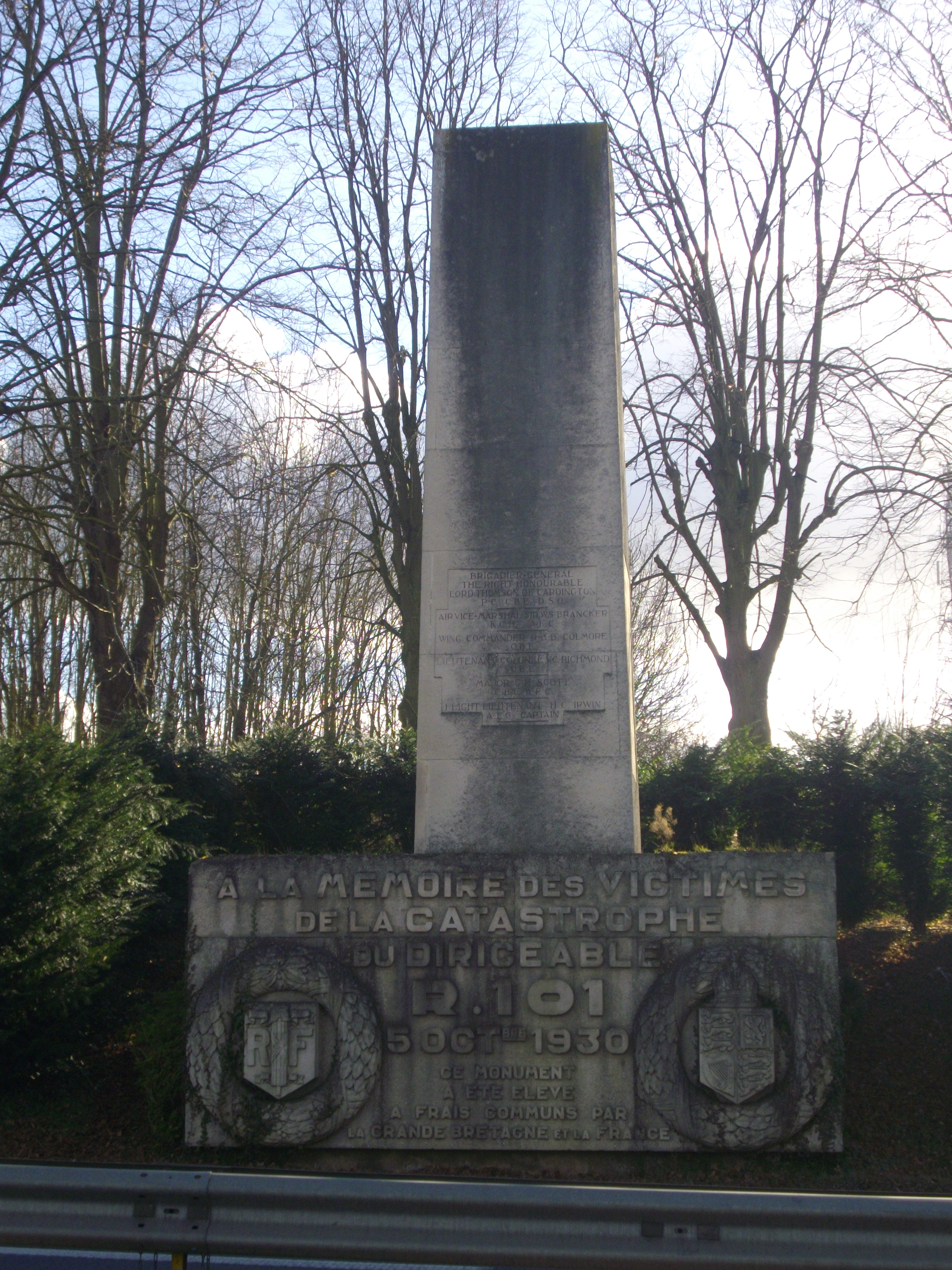
Mémorial de l'accident.

Les restes de l'épave furent revendus à des ferrailleurs, la récupération se poursuivant tout au long de l'année 1931. La société Zeppelin acquit 5 tonnes de duralumin de l'épave.
La parcelle de terrain sur laquelle s'est écrasé le dirigeable est aujourd'hui marquée par une stèle (49° 23′ 26″ N, 2° 06′ 43″ E). Un monument a été érigé conjointement par la Grande-Bretagne et la France, en bordure de la Nationale 1, au carrefour d'Allonne, à 600 mètres du lieu de l'accident. Il fut inauguré en octobre 1933, 3 ans après l'accident, en présence du premier ministre britannique Ramsay MacDonald et du président du conseil français Édouard Daladier.
Le musée de l'aviation de Warluis, à 2 km du lieu de l'accident, a dans ses collections des coupures de presse de l'époque et le feu de signalisation arrière du R101.
L'accident du R101 marqua la fin de l'aventure britannique dans les dirigeables. L'autre aéronef, le R100, malgré un programme de développement plus abouti et une première traversée de l'Atlantique réussie, fut remisé au hangar et revendu à la ferraille dès 1931.

## Dans la culture populaire
- Le double album Curly's Airships (en)est un opéra rock consacré au dirigeable, de Judge Smith (en). Il est sorti le 5 octobre 2000, date anniversaire des 70 ans de l'accident.
- La chanson du groupe de heavy metal Iron Maiden, Empire of the Clouds de l'album The Book of Souls (2015), retrace la tragédie[4].
- Dans l'épisode « Entracte » de l'émission Monty Python's Flying Circus (Première année de diffusion par la BBC), il y a une référence à l'événement : « Napoléon imitant le désastre R-101 »
- Dans le jeu vidéo controversé Rule of Rose, l'accident du R101 est implicitement évoqué. On peut y voir au début un dirigeable survoler l'orphelinat situé dans la ville de Cardington (Bedfordshire), lieu de départ du vol du R101. Il deviendra le terrain de jeu virtuel des enfants pendant une majeure partie du déroulement du jeu (avec des détails très réalistes du R101), et de nombreuses références lui seront faites. On apprendra également que les parents d'une des enfants de l'orphelinat sont morts dans l'accident de ce dirigeable.

## Source
- (en) Cet article est partiellement ou en totalité issu de l’article de Wikipédia en anglais intitulé « R101 » (voir la liste des auteurs).